# Lokve, Krško
Lokve so naselje v Občini Krško.